# كورت فاغنر (مغن مؤلف)
كورت فاغنر (بالإنجليزية: Kurt Wagner)‏ هو مغن مؤلف أمريكي، ولد في 1958 في ناشفيل في الولايات المتحدة.

## وصلات خارجية
- كورت فاغنر على موقع ميوزك برينز (الإنجليزية)
- كورت فاغنر على موقع ديسكوغز (الإنجليزية)